# NGC 1096
NGC 1096 est une vaste galaxie spirale barrée située dans la constellation de l'Horloge. NGC 1096 a été découverte par l'astronome britannique John Herschel en 1876.

## Caractéristiques
Sa vitesse par rapport au fond diffus cosmologique est de 6 411 ± 9 km/s, ce qui correspond à une distance de Hubble de 94,6 ± 6,7 Mpc (∼309 millions d'al).
La classe de luminosité de NGC 1096 est II-III et elle présente une large raie HI.
En raison d'une brillance de surface égale à 14,14 mag/am2, on peut qualifier NGC 1096 de galaxie à faible brillance de surface (LSB en anglais pour low surface brightness). Les galaxies LSB sont des galaxies diffuses (D) avec une brillance de surface inférieure de moins d'une magnitude à celle du ciel nocturne ambiant.